# Grupo FCC
El Grupo FCC, anteriormente Fomento de Construcciones y Contratas, S. A. (actualmente siendo una de las entidades del grupo), es un grupo empresarial español, con sede en Barcelona, especializado en servicios ciudadanos, que nace en marzo de 1992, fruto de la fusión de dos empresas: Construcciones y Contratas, fundada en Madrid en 1944, y Fomento de Obras y Construcciones, creada en Barcelona el año 1900, cuyas acciones empezaron a cotizar en bolsa en diciembre de 1900. Cotiza en el Mercado Continuo Español y durante un tiempo sus títulos formaron parte del IBEX 35.
En 2021 estuvo entre las 10 empresas que emitieron más toneladas equivalentes de CO2 en España con 3,5 Mt.

## Historia
FCC es la matriz de uno de los mayores grupos europeos de infraestructura y servicios públicos, tanto por volumen de cifra de negocios, como por rentabilidad. Aunque era inicialmente una empresa de construcción, en 1911 inició su actividad en el campo de los servicios públicos con un contrato de limpieza y mantenimiento de la red de alcantarillado de Barcelona.
Sus actividades básicas son la gestión de servicios medioambientales, la gestión del ciclo integral del agua, la construcción de grandes infraestructuras, la producción de cemento y la gestión inmobiliaria.
Tiene una presencia en 25 países de todo el mundo y más del 44,6% de su facturación proviene de los mercados internacionales, principalmente de Europa y Estados Unidos.
En octubre de 2013, Bill Gates entró en la compañía como accionista de referencia con un 5,7%, debido al posicionamiento de FCC en sectores ligados a sus visiones de sostenibilidad (Servicios Medioambientales y Agua). Poco después, en diciembre de ese mismo año, el financiero George Soros entró en el accionariado de la compañía con un 3%.
En diciembre de 2014, FCC realizó una ampliación de capital por importe de 1000 millones de euros, lo que permitió la incorporación del empresario Carlos Slim como accionista mayoritario.

## Sanciones
En julio de 2022, la Comisión Nacional de los Mercados y la Competencia (CNMC) impuso a FCC una multa de 40,4 millones de euros por haber alterado durante 25 años, junto a otras importantes constructoras españolas, miles de licitaciones públicas destinadas a la edificación y obra civil de infraestructuras.
En enero de 2023, la Audiencia Nacional suspende de forma cautelar la sanción impuesta por la CNMC a FCC Construcción, que consistía en el pago de una multa de 40,4 millones de euros y la prohibición de contratar con la Administración pública. La medida se ha tomado mientras se resuelve el recurso presentado por la empresa.

## Accionariado

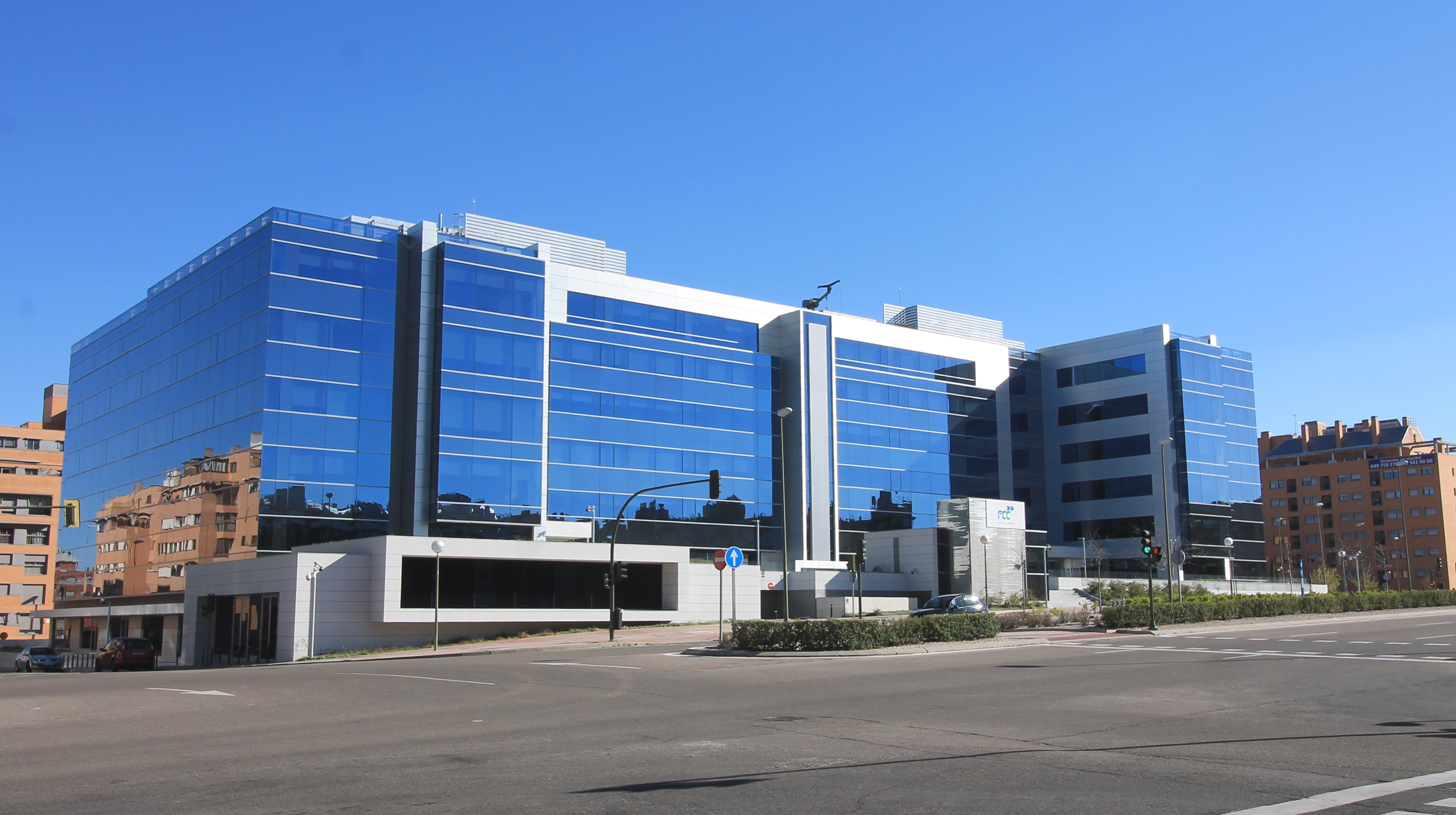
Oficinas de FCC en Madrid.

## Accionariado[21]
| Accionista                                     | Derechos de voto total | Derechos de voto directo | Derechos de voto indirecto            |
| ---------------------------------------------- | ---------------------- | ------------------------ | ------------------------------------- |
| Control Empresarial de Capitales, S.A. de C.V. | 69,578%                | 60,583 %                 | 8,994 % (Dominum Dirección y Gestión) |
| Melinda French Gates                           | 4,251 %                | 4,251 %                  | 0,000 %                               |
| Esther Koplowitz                               | 3,216 %                | 0,035 %                  | 3,181 % (Nueva Samede 2016)           |
| Nueva Samede 2016, S.L.U.                      | 3,181 %                | 3,181 %                  | 0,000 %                               |
| Carlos Slim                                    | 11,911 %               | 0,000 %                  | 11,911 % (Finver Inversiones 2020)    |